# نقار خشب مرقط صغير
ناقوبة السنديات أو نقار خشب مرقط صغير (الاسم العلمي: Dendrocopos  minor) (بالإنجليزية: Lesser  Spotted  Woodpecker)‏ هو طائر ينتمي إلى نقار الخشب (فصيلة: Picidae).